# Kaple svaté Anny (Rokytnice v Orlických horách)
Kaple svaté Anny je římskokatolická poutní kaple farnosti Rokytnice v Orlických horách. Je chráněna jako kulturní památka České republiky.

## Historie
Poutní kaple byla postavena Janem Karlem z Nostitz-Rieneck v barokním slohu na paměť velké neúrody a drahoty tehdejší doby. Je situována na mírném návrší, ale vzhledem k okolní nové zástavbě není příliš viditelná. Rekonstrukcí prošla v polovině devatenáctého století, generální rekonstrukce proběhla v roce 1996 a byla hrazena z velké části z darů od bývalých německých obyvatel města.

## Architektura
Osmiboká stavba s osmibokou kopulí.

## Interiér
Oltář s obrazem svaté Anny je z 18. století.

## Bohoslužby
Pravidelné bohoslužby se v kapli nekonají, pouze poutní bohoslužba o svátku svaté Anny.